# Довгастий мозок

Сагітальний переріз головного мозку людини: довгастий мозок позначений як частина стовбура

Поперечний переріз довгастого мозку в районі середини оливи

Довга́стий мо́зок (лат. myelencephalon, medulla oblongata), заст. цибулина спинного мозку (bulbus medullae spinalis) — нижня частина стовбура головного мозку, що безпосередньо переходить у спинний мозок і значною мірою зберегла його сегментарні риси будови. У людини довгастий мозок становить порівняно невелику частку від загального об'єму головного мозку: має довжину приблизно 3 см, а ширину 2 см у найширшому місці і 1.5 см — у найвужчому. Це філогенетично найдавніший відділ головного мозку. Розташований між варолієвим мостом і спинним мозком, в який непомітно переходить у ділянці великого отвору потиличної кістки. Верхня частина довгастого мозку розширена у вигляді цибулини, тому його інколи називають цибулиною.
У довгастому мозку розташовані ядра деяких із черепних нервів, зокрема язиково-глоткового, блукаючого, під'язикового. Цими нервами він пов'язаний з різними органами і тканинами організму, а низхідними і висхідними провідними шляхами — з усіма відділами ЦНС. В цій ділянці головного мозку знаходиться частина ретикулярної формації, а також дихальний і серцево-судинний нервові центри і центри рефлексів чхання, кашлю, ковтання, гикання, блювання та смоктання.

## Анатомія

### Вентральна поверхня
На вентральній поверхні довгастого мозку добре помітна глибока щілина (лат. fissura mediana anterior), обабіч якої розташовані виступи — піраміди довгастого мозку (pyramis medullae oblongatae), сформовані волокнами кірково-спинномозкових (кортико-спінальних, пірамідальних) провідних шляхів, що сполучають моторну кору головного мозку із нейронами передніх рогів спинного мозку. Кірково-спинномозковий шлях є провідником свідомих рухових імпульсів від кори головного мозку в спинний мозок. На межі довгастого і спинного мозку розташоване перехерестя пірамід, де дві третини рухових волокон кірково-спинномозкового шляху перехрещуються, після чого спускаються в бічних канатиках спинного мозку. Решта волокон проходять у спинному мозку в складі переднього канатика (передній кірково-спинномозковий шлях). Вони перехрещуються вже у межах того сегмента, де передають імпульси до рухових нейронів переднього рогу. Тому, рухові волокна кірково-спинномозкового шляху повністю перехрещені, внаслідок чого кора правої півкулі передає імпульси до м'язів лівого боку тіла і навпаки.

### Латеральна поверхня
З боків від пірамід на латеральній поверхні довгастого мозку добре помітні випуклі оливи (лат. oliva), сформовані переважно ядрами оливи (лат. nucleus olivaris inferior), що передають мозочку сенсорну інформацію про стан розтягу від м'язів та суглобів. Оливи мають довжину приблизно 1.25 см, у верхній частині межують із мостом, із борозни, що розділяє ці дві структури починаються корінці лицевого нерва. Із заглибини між оливами та пірамідами виходять корінці під'язикового нерва, від боків довгастого мозку також відходять блукаючий та язико-глотковий і частина корінців додаткового нервів.

### Дорзальна поверхня
Центральний канал спинного мозку, заповнений спинномозковою рідиною, у місці переходу в головний мозок розширюється, формуючи порожнину четвертого шлуночка. Таким чином довгастий мозок бере участь у формуваннІ вентральної стінки цього шлуночка (із дорзального боку він обмежений судинним сплетенням).
На задній поверхні довгастого мозку помітні чітко розділені тонкий (лат. fasciculus gracilis) і клиноподібний (лат. fasciculus cuneatus) пучки, що є продовженнями задніх канатиків спинного мозку. У верхній частині цибулини вони V-подібно розходяться розширюються, формуючи тонкий (лат. clava) і клиноподібний горбки (лат. tubercle cuneate) відповідно . Перший розташований присередньо і нижче, другий — латеральніше і вище. У цих горбках розташовані тонке (лат. nucleus gracilis) і клиноподібне (лат. nucleus cuneatus) ядра, що відіграють роль реле провідних шляхів, які передають інформацію про загальне чуття від спинного мозку до соматосенсорної кори.
У верхній частині довгастого мозку від його дорзальної поверхні відходять нижні мозочкові ніжки (лат. pedunculus cerebellaris inferior), які розходяться у боки, частково формуючи латеральні стінки четвертого шлуночка, і сполучають цибулину із мозочком.

### Ядра довгастого мозку
У довгастому мозку розташовуються ядра черепних нервів:
- Ядро під'язикового нерва (лат. nucleus nervi hypoglossi);
- Ядро додаткового нерва (лат. nucleus nervi accessorii);
- Дорзальне ядро блукаючого нерва (лат. nucleus dorsalis nervi vagi, nucleus posterior nervi vagi);
- Спинномозкове ядро трійчастого нерва (лат. nucleus spinalis nervi trigemini);
- Подвійне ядро (лат. nucleus ambiguus) — дає початок черепним корінцям додаткового нерва і моторним волокнам блукаючого та язикоглоткового нервів;
- Ядро одинокого шляху (лат. nucleus tractus solitarii) — тут закінчуються чутливі волокна лицевого, язикоглоткового та блукаючого нервів.

Велику частину довгастого мозку займають ядра оливи, вони пов'язані з мозочком і беруть участь у регуляції рівноваги тіла. Також у довгастому мозку розташовані тонке і клиноподбіне ядра, аркоподібне ядро (лат. nucleus arcuatus), що бере участь у комунікації між мозочком та кортикоспінальним провідним шляхом.
В центральній частині довгастого мозку знаходиться частина ретикулярної формації (сітчастого утвору), що складається із великої кількості нервових волокон, що проходять перпендикулярно одне до одного — частина у повздовжньому напрямку, інші — в поперечному. У передній частині сітчастого утвору фактично відсутні тіла нейронів, через що вона називається білою ретикулярною формацією, у латеральній частині їх навпаки багато, через те вона виглядає, і відповідно називається, сірою. У ретикулярній формації також розташовуються два маленькі ядра — ядро Роллера і латеральне ядро.

### Додаткові зображення

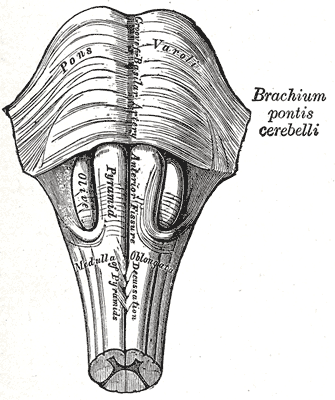
Вентарльна поверхня довгастого мозку та мосту
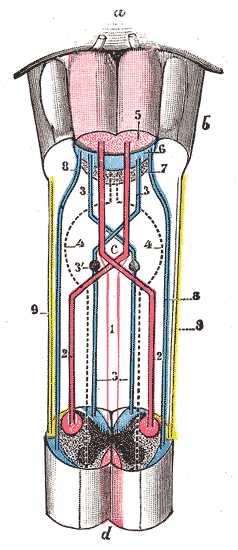
Перехрестя пірамід: схема проходження пучків нервових волокон спинного мозку у довгастому мозку
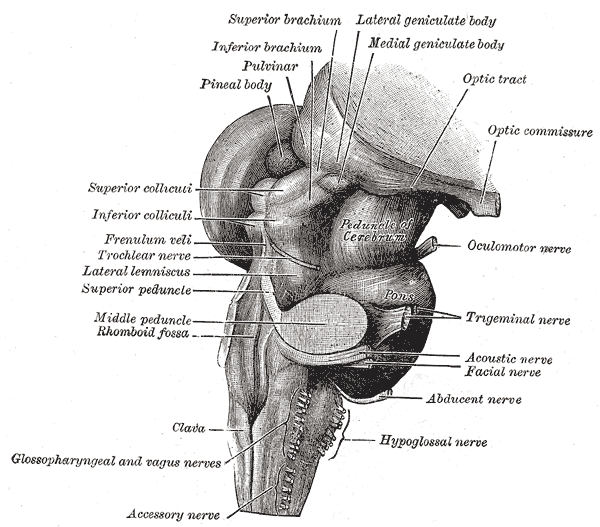
Стовбур головного мозку (дорзолатеральний вигляд)
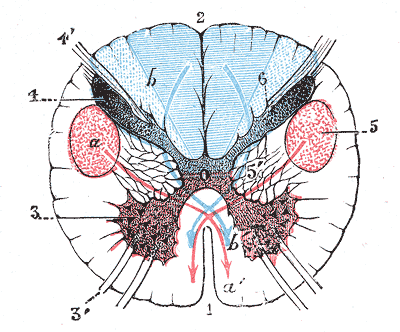
Поперечний переріз через довгастий мозок у нижній частині перехрестя пірамід
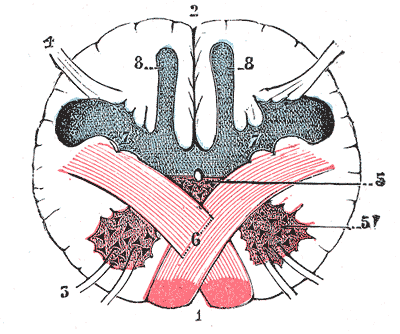
Поперечний переріз через довгастий мозок у середині перехрестя пірамід
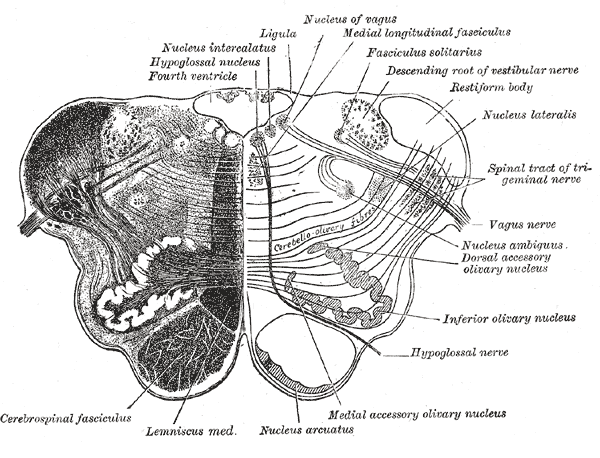
Поперечний переріз через довгастий мозок у середині олив
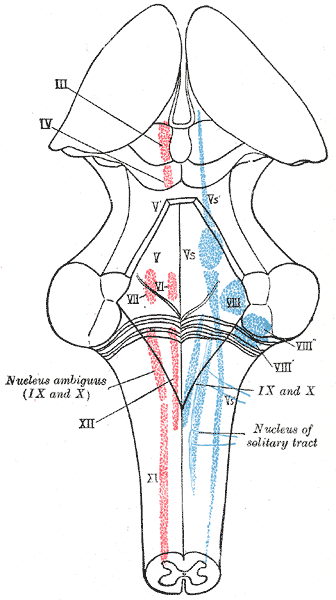
Ядра черепних нервів (дорзальний вигляд)

## Функції довгастого мозку
Всі функції довгастого мозку в організмі можна поділити на три основні групи: провідникові, рефлекторні та тонічні.

### Провідникові функції
Через довгастий мозок проходять всі висхідні і нисхідні шляхи, що сполучають спинний мозок із головним. Тут формуються присінковоспинномозкові та сітчастоспинномозкові провідні шляхи і закінчуються кірковобульбарні волокна.

### Рефлекторні функції
Довгастий мозок бере участь у рефлекторній регуляції вегетативних функцій організму, зокрема він пов'язаний із регулюванням дихання і артеріального тиску, також тут замикаються деякі захисні і харчові рефлекси.

#### Дихальний центр
У довгастому мозку розташована основна частина дихального центру: центри вдиху (інспіраторний центр) та видиху (експіраторний центр), тоді як пневмотаксичний центр та центр апное містяться у варолієвому мості. Нейрони дихального центру нерівномірно розподілені в межах довгастого мозку: найбільша їх концентрація спостерігається у ядрі одинокого шляху (дорзальна респіраторна група), де переважають інспіраторні нейрони, та у подвійному ядрі (вентральна респіраторна група), що містить як інспіраторні так і експіраторні нейрони. В обидвох групах містяться бульбоспінальні нейрони, що передають збудження дихальним мотонейронам спинного мозку, переважна більшість із яких є повними інспіраторними нейронами, решта ж нервових клітин (ранні і пізні інспіраторні та експіраторні) пропріобульбарні — тобто не виходять за межі довгастого мозку.
У стані спокою дихальні рухи забезпечує тільки дорзальна респіраторна група, що відповідає за вдих, а видих відбувається пасивно. Чинники, що активують вдих, збуджують три групи нервових клітин у цій групі: бульбоспінальні клітини передають збудження до мотонейронів спинного мозку, забезпечуючи вдих, в той час як ранні інспіраторні нейрони пригнічують пізні, проте активність перших триває недовго, і після її завершення другі розгальмовуються і пригнічують повні інспіраторні нейрони, внаслідок чого вдих припиняється і починається видих. Експіраторні нейрони задіюються тільки під час глибокого дихання.

#### Судинноруховий центр
У передньобічній ділянці довгастого мозку близько до його поверхні розташовані так звані зони M і S, при активації яких аретріальний тиск збільшується, а трохи нижче — зона L, що пригнічує зону S. Найважливішою із зазначених зон, ймовірно, є зона S, оскільки саме від неї нервові волокна прямують до спинного мозку, де утворюють синапси із передвузловими симпатичними нейронами, від яких починаються симпатичні судинно-звужувальні нерви.
Нейрони судиннорухового центру тонічно активні — вони постійно підтримують стан збудження, необхідний для підтримання нормального артерільаного тиску. Судинноруховий центр також відповідає за нормалізацію тиску в разі його відхилення від норми — здійснення так званих судиннорухових рефлекісів.

#### Інші рефлекси довгастого мозку
На рівні довгастого мозку замикається велика кількість харчових (слиновидільний, жування, смоктання, ковтання) та захисних (кашлю, чхання, гикання, блювання) рефлексів, центри яких розташовані у ядрах черепних нервів.

### Тонічна функція
Тонічна функція довгастого мозку полягає у тому, що він забезпечує підтримання деяких структур у головному та спинному мозку у стані постійного збудження. Виконання цієї ролі забезпечуються ретикулярною формацією (сітчастим утвором).